# ROH World Television Championship
Le ROH World Television Championship est un titre de catch, actuellement utilisé par la fédération Ring of Honor. Il a été créé par la ROH en 2010. À l'heure actuelle le titre connait 11 règnes pour un total de 9 champions.

## Histoire

### Tournoi
Le tournoi a été prévu pour s'étendre sur un weekend de 2 jours, les 5 et 6 février,,. Il a ensuite été diffusé sur Ring of Honor Wrestling. Le tournoi devait sacrer le premier ROH World Television Champion.
|  | Quarts de finale | Quarts de finale |                |           | Demi-finales | Demi-finales |  |  | Finale | Finale |
|  | Quarts de finale | Quarts de finale |                |           | Demi-finales | Demi-finales |  |  | Finale | Finale |
|  |                  |                  |                |           |              |              |  |  |        |        |
|  |                  |                  |                |           |              |              |  |  |        |        |
|  |                  |                  |                |           |              |              |  |  |        |        |
|  | Kevin Steen      | Q                |                |           |              |              |  |  |        |        |
|  | Kevin Steen      | Q                |                |           |              |              |  |  |        |        |
|  | Rhett Titus      |                  |                |           |              |              |  |  |        |        |
|  | Kevin Steen      |                  |                |           |              |              |  |  |        |        |
|  |                  |                  |                |           |              |              |  |  |        |        |
|  |                  | Eddie Edwards    | Q              |           |              |              |  |  |        |        |
|  | Colt Cabana      | Eddie Edwards    | Q              |           |              |              |  |  |        |        |
|  |                  |                  |                |           |              |              |  |  |        |        |
|  | Eddie Edwards    | Q                |                |           |              |              |  |  |        |        |
|  | Eddie Edwards    | Q                | Eddie Edwards  | Vainqueur |              |              |  |  |        |        |
|  |                  |                  | Eddie Edwards  | Vainqueur |              |              |  |  |        |        |
|  |                  | Davey Richards   |                |           |              |              |  |  |        |        |
|  | Delirious        |                  |                |           |              |              |  |  |        |        |
|  |                  |                  |                |           |              |              |  |  |        |        |
|  | Davey Richards   | Q                |                |           |              |              |  |  |        |        |
|  | Davey Richards   | Q                | Davey Richards | Q         |              |              |  |  |        |        |
|  |                  |                  | Davey Richards | Q         |              |              |  |  |        |        |
|  |                  | Kenny King       |                |           |              |              |  |  |        |        |
|  | El Generico      |                  |                |           |              |              |  |  |        |        |
|  |                  |                  |                |           |              |              |  |  |        |        |
|  | Kenny King       | Q                |                |           |              |              |  |  |        |        |
|  | Kenny King       | Q                |                |           |              |              |  |  |        |        |

Le 2 mars 2013, Matt Taven bat Adam Cole et devient le premier champion ayant remporté auparavant le Top Prospect Tournament, tournoi qui lui offrait une opportunité pour ce titre. Le 4 avril 2014, lors de Supercard of Honor VIII, Jay Lethal devient le premier catcheur à remporter deux fois ce titre. Durant sa seconde possession, il obtient également le record du plus long règne pour ce titre avec 567 jours, battant ainsi l'ancien record de Matt Taven.

### Design des ceintures
La ceinture a été introduite le 5 mars 2010 lorsqu'elle a été remise au champion inaugural Eddie Edwards. La ceinture a été créée par la All Star Championship Belts. Durant le règne d'Adam Cole en 2012, une nouvelle ceinture a été introduite.

## Historique des règnes
| #  | Champion            | Nombre de règnes | Date              | Durée     | Évènement                     | Lieu                            | Notes | Réf    |
| -- | ------------------- | ---------------- | ----------------- | --------- | ----------------------------- | ------------------------------- | --- | ------ |
| 1  | Eddie Edwards       | 1                | 5 mars 2010       | 280 jours | ROH Wrestling                 | Philadelphie (Pennsylvanie)     | En battant Davey Richards en finale du tournoi pour devenir le champion inaugural. | [ 14 ] |
| 2  | Christopher Daniels | 1                | 10 décembre 2010  | 198 jours | ROH Wrestling                 | Louisville (Kentucky)           | En battant Eddie Edwards pour devenir le second champion. | [ 15 ] |
| 3  | El Generico         | 1                | 26 juin 2011      | 48 jours  | Best in the World             | Manhattan (New York)            | En battant Christopher Daniels pour devenir le troisième champion. | [ 16 ] |
| 4  | Jay Lethal          | 1                | 13 août 2011      | 231 jours | ROH Wrestling                 | Chicago Ridge (Illinois)        | En battant El Generico pour devenir le quatrième champion. | [ 17 ] |
| 5  | Roderick Strong     | 1                | 31 mars 2012      | 90 jours  | Showdown in the Sun           | Fort Lauderdale (Floride)       | En battant Jay Lethal pour devenir le cinquième champion. | [ 18 ] |
| 6  | Adam Cole           | 1                | 29 juin 2012      | 246 jours | ROH Wrestling                 | Baltimore (Maryland)            | En battant Roderick Strong pour devenir le sixième champion. | [ 19 ] |
| 7  | Matt Taven          | 1                | 2 mars 2013       | 287 jours | 11th Anniversary Show         | Chicago Ridge (Illinois)        | En battant Adam Cole pour devenir le septième champion. | [ 20 ] |
| 8  | Tommaso Ciampa      | 1                | 14 décembre 2013  | 111 jours | Final Battle                  | Manhattan (New York)            | En battant Matt Taven pour devenir le huitième champion. | [ 21 ] |
| 9  | Jay Lethal          | 2                | 4 avril 2014      | 567 jours | Supercard of Honor VIII       | Westwego (Louisiane)            | En battant Tommaso Ciampa dans un 2 Out of 3 Falls match. Il devient le premier catcheur à gagner deux fois la ceinture. Il s'agit du second règne le plus long de l'histoire du titre. | [ 22 ] |
| 10 | Roderick Strong     | 2                | 23 octobre 2015   | 119 jours | ROH Wrestling                 | Kalamazoo (Michigan)            | En rebattant Jay Lethal. Il devient le second catcheur à gagner deux fois la ceinture.                                                                                                  | [ 23 ] |
| 11 | Tomohiro Ishii      | 1                | 19 février 2016   | 79 jours  | Honor Rising 2016             | Tokyo ( Japon)                  | En battant Roderick Strong pour devenir le neuvième champion. Il devient le premier catcheur japonais à gagner la ceinture.                                                             | [ 24 ] |
| 12 | Bobby Fish          | 1                | 8 mai 2016        | 194 jours | Global Wars                   | Chicago Ridge (Illinois)        | En battant Tomohiro Ishii pour devenir le dixième champion. | [ 25 ] |
| 13 | Will Ospreay        | 1                | 18 novembre 2016  | 2 jours   | ROH Reach for the Sky - Tag 1 | Liverpool ( Angleterre)         | En battant Bobby Fish pour devenir le onzième champion. Il s'agit du règne le plus court de l'histoire du titre.                                                                        | [ 26 ] |
| 14 | Marty Scurll        | 1                | 20 novembre 2016  | 175 jours | ROH Reach for the Sky - Tag 3 | Londres ( Angleterre)           | En battant Will Ospreay pour devenir le douzième champion. | [ 27 ] |
| 15 | Kushida             | 1                | 14 mai 2017       | 131       | War of the Worlds (2017)      | Philadelphie (Pennsylvanie)     | 5 |        |
| 16 | Kenny King          | 1                | 22 septembre 2017 | 84        | Death Before Dishonor XV      | Las Vegas (Nevada)              | 6 |        |
| 17 | Silas Young         | 1                | 15 décembre 2017  | 57        | Final Battle (2017)           | New York (New York)             | C'était un Fatal 4 Way incluant Punishment Martinez et Shane Taylor |        |
| 18 | Kenny King          | 2                | 10 février 2018   | 56        | Ring of Honor Wrestling       | Atlanta (Géorgie)               | 1 |        |
| 19 | Silas Young         | 2                | 7 avril 2018      | 70        | Supercard of Honor XII        | La Nouvelle Orléans (Louisiane) | Lors d'un Last man Standing. |        |
| 20 | Punishment Martinez | 1                | 16 juin 2018      | 105       | Stade of the Art, Jour 2      | Dallas (Texas)                  | 4 |        |
| 21 | Jeff Cobb           | 1                | 29 septembre 2018 | 222       | Ring of Honor Wrestling       | Las Vegas (Nevada)              | 0 |        |
| 22 | Shane Taylor        | 1                | 9 mai 2019        | 218       | ROH/NJPW War of the Worlds    | Toronto ( Canada)               | |        |
| 23 | Dragon Lee/Ryu Lee  | 1                | 13 décembre 2019  | 469       | Final Battle 2019             | Baltimore (Maryland)            | | .      |
| 24 | Tracy Williams      | 1                | 26 mars 2021      | 35        | ROH 19th Anniversary Show     | Baltimore (Maryland)            | |        |
| 25 | Tony Deppen         | 1                | 30 avril 2021     | 72        | Ring of Honor Wrestling       | Baltimore (Maryland)            | |        |
| 26 | Dragon Lee/Ryu Lee  | 2                | 11 juillet 2021   | 131       | ROH Best In The World 2021    | Baltimore (Maryland)            | | ,.     |
| 27 | Dalton Castle       | 1                | 19 novembre 2021  | 22        | Ring of Honor Wrestling       | Philadelphie (Pennsylvanie)     | |        |
| 28 | Rhett Titus         | 1                | 11 décembre 2021  | 111       | Final Battle 2021             | Baltimore (Maryland)            | | [ 31 ] |
| 29 | Minoru Suzuki       | 1                | 1er avril 2022    | 12        | Supercard of Honor XV         | Garland (Texas)                 | | ,.     |
| 30 | Samoa Joe           | 1                | 13 avril 2022     | 574       | AEW Dynamite                  | La Nouvelle Orléans (Louisiane) | | ,.     |
| —  | Vacant              | —                | 8 novembre 2023   | 37        | Portland, Oregon              | AEW Dynamite                    | C’était un événement All Elite Wrestling. Samoa Joe a abandonné le titre pour se concentrer sur la poursuite du AEW World Championship.                                                 |        |
| 31 | Kyle Fletcher       | 1                | 15 décembre 2023  | 455+      | Final Battle (2023)           | Garland (Texas)                 | Fletcher a battu Komander, Lee Moriarty, Dalton Castle, Lee Johnson et Bryan Keith dans un Survival of the Fittest pour remporter le titre vacant.                                      |        |

## Règnes combinés

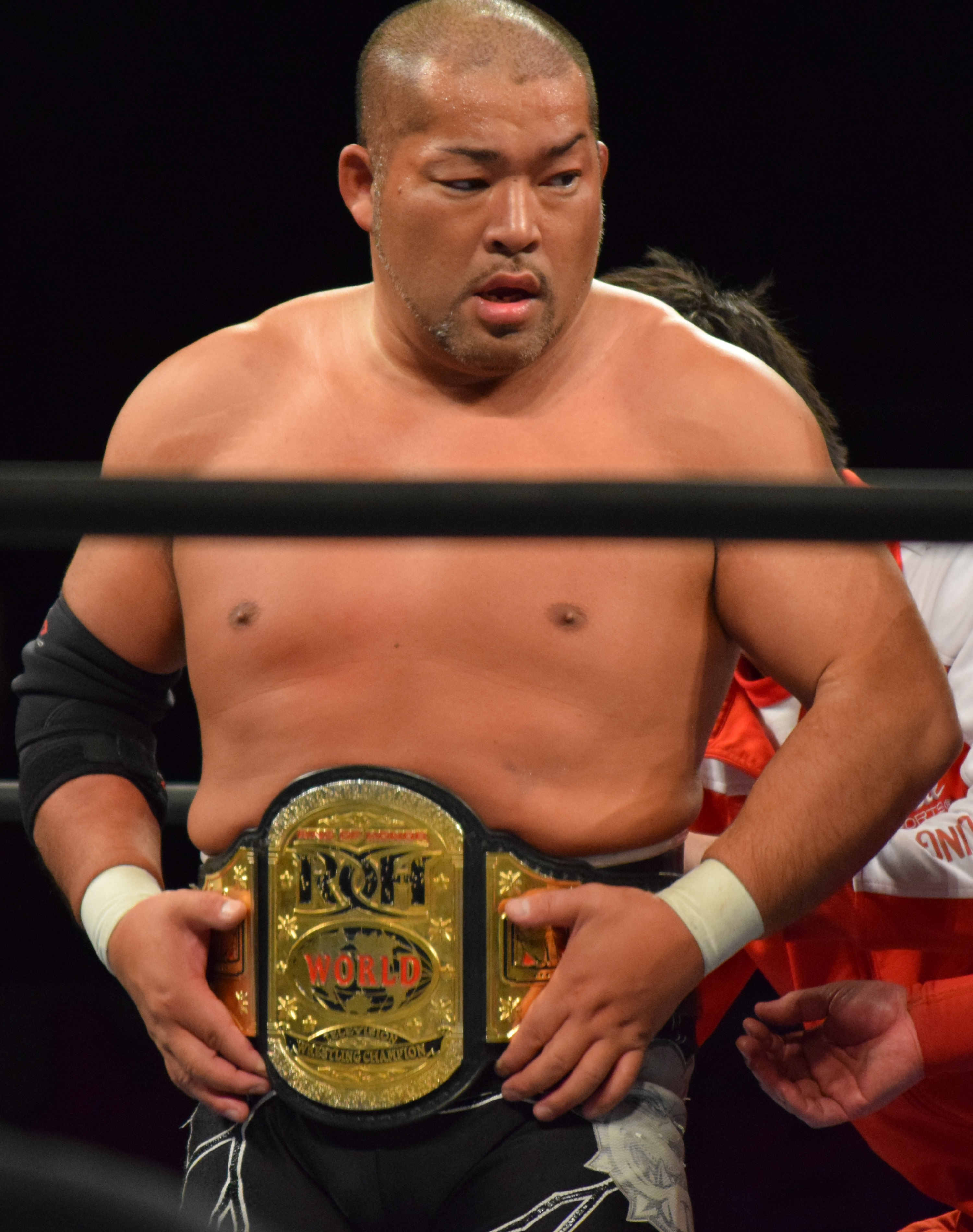
Tomohiro Ishii, ancien champion de la télévision.

Au 14 mars 2025
| Rang | Catcheur            | Règnes | Défenses combinées | Jours combinés |
| ---- | ------------------- | ------ | ------------------ | -------------- |
| 1    | Jay Lethal          | 2      | 41                 | 798            |
| 2    | Dragon Lee/Ryu Lee  | 2      | 6                  | 600            |
| 3    | Samoa Joe           | 1      | 2                  | 574            |
| 4    | Matt Taven          | 1      | 11                 | 287            |
| 5    | Eddie Edwards       | 1      | 9                  | 280            |
| 6    | Adam Cole           | 1      | 5                  | 246            |
| 7    | Jeff Cobb           | 1      | 0                  | 222            |
| 8    | Shane Taylor        | 1      |                    | 218            |
| 9    | Roderick Strong     | 2      | 13                 | 209            |
| 10   | Christopher Daniels | 1      | 6                  | 198            |
| 11   | Bobby Fish          | 1      | 7                  | 194            |
| 12   | Marty Scurll        | 1      | 11                 | 175            |
| 13   | Kenny King          | 2      | 7                  | 140            |
| 14   | Kushida             | 1      | 5                  | 131            |
| 15   | Silas Young         | 2      | 8                  | 127            |
| 16   | Tommaso Ciampa      | 1      | 9                  | 111            |
| 17   | Rhett Titus         | 1      | 1                  | 111            |
| 18   | Punishment Martinez | 1      | 4                  | 105            |
| 19   | Tomohiro Ishii      | 1      | 3                  | 79             |
| 20   | Tony Deppen         | 1      | 2                  | 72             |
| 21   | El Generico         | 1      | 0                  | 48             |
| 22   | Tracy Williams      | 1      | 1                  | 35             |
| 23   | Dalton Castle       | 1      | 1                  | 22             |
| 24   | Minoru Suzuki       | 1      | 1                  | 12             |
| 25   | Kyle Fletcher       | 1      | 0                  | 455+           |
| 25   | Will Ospreay        | 1      | 0                  | 2              |